# Kaliumbenzoat
Kaliumbenzoat ist das Kalium-Salz der Benzoesäure. Es ist als Lebensmittelzusatzstoff E 212 zugelassen.

## Wirkung
Kaliumbenzoat wirkt bakteriostatisch und fungistatisch und wird daher als Lebensmittelzusatzstoff (E 212) zur Konservierung von Lebensmitteln (Wirkungsoptimum bei pH < 3,6) eingesetzt.
Die behandelten Lebensmittel bleiben dadurch über einen längeren Zeitraum konstant konserviert. Kaliumbenzoat ist nur zur Konservierung saurer oder gesäuerter Produkte geeignet. Es schützt vor Schimmelbefall, Hefen, unerwünschter Nachgärung und in Kombination mit Schwefeldioxid auch vor bakteriellem Verderben. Weniger wirksam ist es gegen Milchsäurebakterien und gegen mehrere Krankheitserreger.

## Verwendung
Aus Kaliumbenzoat kann unter Zugabe von Kohlenstoffdioxid in einer Henkel-Reaktion durch thermisch-katalytische Disproportionierung Kaliumterephthalat synthetisiert werden:
Als Nebenprodukt entsteht Benzol.
Alternativ kann Kaliumbenzoat als Konservierungsstoff in folgenden Lebensmitteln verwendet werden: Mayonnaisen, Marinaden, Fertigsalate, Kuchenfüllungen, Margarine, Fruchtsäfte, Tee-Flüssigkonzentrate, Gelees, Marmeladen, in Essig, Öl oder Lake eingelegtes Gemüse, Fischerzeugnisse, nicht erhitzte Milchprodukte, Kaugummi, Senf, Würzmittel, Diätlebensmittel und aromatisierte Mineralwässer.
Außerdem wird es als Gleitmittel bei der Herstellung von Tabletten und als Korrosionsinhibitor für wasserführende Systeme verwendet.

## Verträglichkeit
Kaliumbenzoat kann Allergien und Nesselsucht auslösen. Besonders Menschen mit Asthma, Heuschnupfen oder Hautallergien sind anfällig gegen diesen Zusatzstoff. Besonders Allergiker, die auf Acetylsalicylsäure empfindlich reagieren, sollten Kaliumbenzoat meiden. Kombinationen mit den Konservierungsstoffen Schwefeldioxid (E 220), Natriumsulfit (E 221), Natriumhydrogensulfit (E 222), Natriumdisulfit (E 223), Kaliumdisulfit (E 224), Kaliumsulfit (E 225), Calciumsulfit (E 226), Calciumhydrogensulfit (E 227) und mit Azofarbstoffen verstärken die negativen Wirkungen.